# Lucas Pugh
Lucas Pugh (Avellaneda, Provincia de Santa Fe, Argentina, 1 de enero de 1994) es un futbolista argentino. Juega de delantero y actualmente se desempeña en el Atlético Vinotinto de la Segunda Categoría de Ecuador.

## Trayectoria
Lucas jugaba en Barrio Norte Fútbol club de su ciudad natal con el que fue a disputar un torneo junto a otros equipos. En el mismo estaba River y allí lo vieron y le preguntaron si quería hacer una prueba en la institución millonaria. Pugh aceptó, paso la prueba y desde ese momento jugó en el club de la banda.
En octubre de 2010 firmó su primer contrato que lo ligo al club por 3 años. En River es unos de los tres máximos goleadores históricos de esa institución de Nuñez con más de 114 GOLES entre divisiones inferiores y reserva. Luego de quedar libre en julio de 2014 del club millonario, paso a formar parte del club Arsenal Fútbol Club de la Primera División del fútbol argentino. En enero de 2016 fue fichado por el Clube de Futebol "Os Belenenses" de Portugal. En 2018 jugó en el UiTM FC de Malasia UIMTS FC DE MALASIA participó del campeonato apertura. Jugando 15 partidos en su posición natural como centro delantero. Convirtiendo 10 goles. Elegido en varias oportunidades en el 11 ideal y entre los 5 mejores jugadores de liga. Técnico WAN MUSTAFA, para posteriormente ser contratado por los Coras de Nayarit en México, CORAS DE NAYARIT MÉXICO 2018-2019 Participó del torneo completo, en total 22 fecha hasta su finalización, en mayo de este año. Jugó en la posición de enganche, extremo y hasta volante por derecha. Convirtió un total de 6 goles Técnico MANOLO NAYAS PF. GERARDO SAYAS.  En resumen en los últimos 37 partidos convirtió 16 goles, aun sin jugar en su posición natural de centro delantero.

### Clubes
| Club                  | País      | Año       |
| --------------------- | --------- | --------- |
| River Plate           | Argentina | 2010-2014 |
| Arsenal de Sarandí    | Argentina | 2014-2015 |
| Belenenses            | Portugal  | 2015-2016 |
| Santamarina de Tandil | Argentina | 2016      |
| Colón F. C.           | Ecuador   | 2017      |
| UiTM FC               | Malasia   | 2018      |
| Coras de Nayarit      | México    | 2018-2019 |
| Ferro                 | Argentina | 2019-2021 |
| Veraguas CD           | Panamá    | 2021      |
| Deportivo Laferrere   | Argentina | 2022      |
| Olmedo                | Ecuador   | 2022      |
| Daquilema             | Ecuador   | 2023      |
| Atlético Vinotinto    | Ecuador   | 2024-act. |

- En River no jugó como profesional*

## Estadísticas
Actualizado al último partido disputado el 21 de octubre de 2023.
| Arsenal de Sarandí Argentina    |               |               |     |    |   |   |   |    |     |    |
| 1.ª                             | 2014          | 1             | 0   | 1  | 0 | — | — | 2  | 0   |    |
| 1.ª                             | 2015          | 2             | 0   | 1  | 0 | — | — | 3  | 0   |    |
| Total club                      | Total club    | 3             | 0   | 2  | 0 | 0 | 0 | 5  | 0   |    |
| Belenenses Portugal             |               |               |     |    |   |   |   |    |     |    |
| 1.ª                             | 2015-16       | —             | —   | —  | — | — | — | 0  | 0   |    |
| Total club                      | Total club    | 0             | 0   | 0  | 0 | 0 | 0 | 0  | 0   |    |
| Santamarina de Tandil Argentina |               |               |     |    |   |   |   |    |     |    |
| 2.ª                             | 2016-17       | 11            | 0   | —  | — | — | — | 11 | 0   |    |
| Total club                      | Total club    | 11            | 0   | 0  | 0 | 0 | 0 | 11 | 0   |    |
| Colón F. C. · Ecuador           |               |               |     |    |   |   |   |    |     |    |
| 2.ª                             | 2017          | 16            | 4   | —  | — | — | — | 16 | 4   |    |
| Total club                      | Total club    | 16            | 4   | 0  | 0 | 0 | 0 | 16 | 4   |    |
| UiTM FC Malasia                 |               |               |     |    |   |   |   |    |     |    |
| 2.ª                             | 2018          | 14            | 10  | —  | — | — | — | 14 | 10  |    |
| 2.ª                             | Total club    | 14            | 10  | 0  | 0 | 0 | 0 | 14 | 10  |    |
| Coras F. C. · México            |               |               |     |    |   |   |   |    |     |    |
| 2.ª                             | 2018-19       | 24            | 6   | —  | — | — | — | 24 | 6   |    |
| Total club                      | Total club    | 24            | 6   | 0  | 0 | 0 | 0 | 24 | 6   |    |
| Ferro Carril Oeste Argentina    |               |               |     |    |   |   |   |    |     |    |
| 2.ª                             | 2019-20       | 5             | 1   | —  | — | — | — | 5  | 1   |    |
| 2.ª                             | 2020          | 2             | 0   | —  | — | — | — | 2  | 0   |    |
| Total club                      | Total club    | 7             | 1   | 0  | 0 | 0 | 0 | 7  | 1   |    |
| Veraguas · Panamá               |               |               |     |    |   |   |   |    |     |    |
| 1.ª                             | 2021          | 12            | 1   | —  | — | — | — | 12 | 1   |    |
| Total club                      | Total club    | 12            | 1   | 0  | 0 | 0 | 0 | 12 | 1   |    |
| Deportivo Laferrere Argentina   |               |               |     |    |   |   |   |    |     |    |
| 4.ª                             | 2022          | 7             | 0   | —  | — | — | — | 7  | 0   |    |
| Total club                      | Total club    | 7             | 0   | 0  | 0 | 0 | 0 | 7  | 0   |    |
| Olmedo · Ecuador                |               |               |     |    |   |   |   |    |     |    |
| 2.ª                             | 2022          | 9             | 6   | —  | — | — | — | 9  | 6   |    |
| 3.ª                             | 2023          | 4             | 1   | —  | — | — | — | 4  | 1   |    |
| Total club                      | Total club    | 13            | 7   | 0  | 0 | 0 | 0 | 13 | 7   |    |
| Daquilema · Ecuador             | 3.ª           | 2023          | 11  | 18 | — | — | — | —  | 11  | 18 |
| Daquilema · Ecuador             | Total club    | Total club    | 11  | 18 | 0 | 0 | 0 | 0  | 11  | 18 |
| Atlético Vinotinto · Ecuador    | 3.ª           | 2024          | 0   | 0  | — | — | — | —  | 0   | 0  |
| Atlético Vinotinto · Ecuador    | Total club    | Total club    | 0   | 0  | 0 | 0 | 0 | 0  | 0   | 6  |
| Total carrera                   | Total carrera | Total carrera | 118 | 47 | 2 | 0 | 0 | 0  | 120 | 47 |
| 1. 2.                           |               |               |     |    |   |   |   |    |     |    |

## Selección nacional

### Participaciones con la selección
| Torneo                                 | Sede    | Resultado        |
| -------------------------------------- | ------- | ---------------- |
| Campeonato Sudamericano Sub-15 de 2009 | Bolivia | Primera ronda    |
| Campeonato Sudamericano Sub-17 de 2011 | Ecuador | Tercer puesto    |
| Copa Mundial de Fútbol Sub-17 de 2011  | México  | Octavos de final |

### Goles internacionales
No incluye partidos amistosos.
| 1 | Estadio La Cocha, Ecuador           | Perú    | 4-2 | 4-2 | Campeonato Sudamericano Sub-17 de 2011 |
| 2 | Estadio La Cocha, Ecuador           | Bolivia | 3-0 | 3-0 | Campeonato Sudamericano Sub-17 de 2011 |
| 3 | Estadio Olímpico Atahualpa, Ecuador | Ecuador | 1-2 | 1-2 | Campeonato Sudamericano Sub-17 de 2011 |
| 4 | Estadio Universitario, México       | Jamaica | 2-0 | 2-1 | Copa Mundial de Fútbol Sub-17 de 2011  |